# Trou noir acoustique
Pour les articles homonymes, voir Trou noir (homonymie).
Un trou noir acoustique est un dispositif expérimental, piégeant les sons, construit pour étudier par analogie les propriétés associées aux trous noirs, objets cosmiques si denses qu'ils piègent la lumière.

## Principe
De nombreuses hypothèses ont été émises sur la propagation des rayons lumineux aux alentours des trous noirs, telle l'émission de photons de plus en plus énergétiques afin de vérifier un rayonnement constant. Mais le domaine des très hautes énergies est inconnu à cause de la limite de l'échelle de Planck à partir de laquelle les lois physiques actuelles perdent leur validité.
À partir des travaux de William Unruh en 1981, des physiciens ont contourné le problème. Unruh avait montré l'existence d'une analogie entre la propagation des ondes sonores dans un fluide en mouvement et celle de la lumière dans l'espace-temps courbe. Cette analogie pourrait selon lui résoudre le problème des très hautes énergies à l'origine du rayonnement de Hawking,,,,.
Les ondes sonores sont définies comme des fluctuations ordonnées impliquant un très grand nombre de molécules sur des distances beaucoup plus grandes que les distances intermoléculaires. Elles sont caractérisées comme les ondes lumineuses par une longueur d'onde, une fréquence et une vitesse de propagation. Dans un fluide refroidi à une température si basse que le déplacement des molécules devient négligeable, les ondes sonores se comportent comme si elles étaient constituées de particules : les phonons. Unruh montra que lorsque le fluide s'écoule de manière non uniforme, les phonons voyagent dans une géométrie acoustique courbe. Celle-ci caractérise les trajectoires des phonons comme les photons dans la géométrie de l'espace-temps,.
Pour « fabriquer » un trou noir dans un laboratoire, on utilise une tuyère de Laval dans lequel le fluide est soumis à un mouvement circulaire. La vitesse d'écoulement dépasse alors la vitesse du son dans un fluide après l'étranglement de la tuyère. Dans la partie supersonique, les ondes qui se propagent à contre-courant sont entraînées vers l'aval, comme les ondes lumineuses dans la partie interne des trous noirs. Les photons sont piégés, ils ne peuvent pas sortir du trou noir. La zone de l'étranglement joue le même rôle que l'horizon des événements du trou noir : elle sépare les rayons qui remontent vers l'amont et ceux qui tombent dans le trou noir. Dans la zone subsonique, les ondes qui remontent le courant rougissent car elles perdent de l'énergie en s'éloignant de l'horizon.
Les principales propriétés observées aux alentours d'un trou noir se retrouvent ici. Néanmoins, entre les trajectoires des phonons et des photons très près de l'horizon, il apparaît des différences. En s'éloignant du trou noir acoustique, les particules adoptent la même trajectoire. Ainsi un observateur lointain ne pourra pas déterminer les conditions microscopiques de la production des phonons près de l'étranglement. On peut penser qu'il y a les mêmes effets pour les trous noirs.